# Асахі Сімбун
Асахі Шімбун (яп. 朝日新聞, あさひしんぶん, «газета „Ранкове Сонце“»; англ. The Asahi Shimbun) — японська загальнонаціональна газета видавництва Асахі Шімбунся, що виходить з 1879 року. Є однією з найбільших газет Японії разом із «Йоміурі Шімбун», «Майнічі Шімбун», «Ніхон Кейдзай Шімбун» і «Санкей Шімбун». Виходить двічі на день: ранковим і вечірнім випуском.
На квітень 2004 року «Асахі Шімбун» займала друге місце серед найпопулярніших газет країни після «Йоміурі Шімбун». Тираж ранкового випуску становив 8,27 мільйонів примірників, а вечірнього — 3,85 мільйонів примірників.
«Асахі Шімбун» виходить японською мовою, а також англійською у співробітництві з «International Herald Tribune» та китайською у співробітництві з «Женьмінь Жібао».
З 20 століття «Асахі Шімбун» вважається газетою ліво-центристського ліберального спрямування. Порівняно з іншими газетами має великі рубрики присвячені науці, культурі, історії Японії.
На даний момент у газеті працюють 3785 чоловіків та 812 жінок, друкується газета у 27 місцях по всій країні.

## Історія
Вперше газету було видано 25 січня 1879 року у місті Осака, накладом приблизно у 3000 примірників, у цьому ж році надрукувала й свою першу передовицю. Засновниками Асахі були Нобору Кімура — власник; Рьохей Мураяма — президент компанії та видавець; Тей Цуда — головний редактор. Газета мала усього 4 сторінки та коштувала 1 сен (що складає 1/100 єни). Перше приміщення редакції розташувалося у Мінамі дорі, що в Осакі.
У 1881 до складу власників було прийнято Рііті Уено, що був братом засновника крупної торговельної компанії «Mitsui». Завдяки цьому газета по-перше дещо змінила редакційну лінію та почала вісвітлювати набагагато ширше коло подій, а по-друге — отримала допомогу від компанії. У перші роки існування Асахі Сімбун не приносила великого прибутку, тому у 1882-му прийняла таємне субсидування від уряду в обмін на підтримку політики та держави. Перед редакторами стало завдання — Асахі мала бути неупередженим виданням і водночас таким, що схвалює діючий уряд. Несподівано, такі зміни принесли газеті велику прихильність читачів та допомогли обігнати такого популярного конкурента, як Йоміури Сімбун. У регіоні Консай наклад Асахі навіть перебільшив сумарний наклад усіх місцевих газет.
З цього моменту популярність Асахі зростала щороку, та вже у 1888 газета відкрила новий офіс у Токіо — Токіо Асахі Сімбун.  

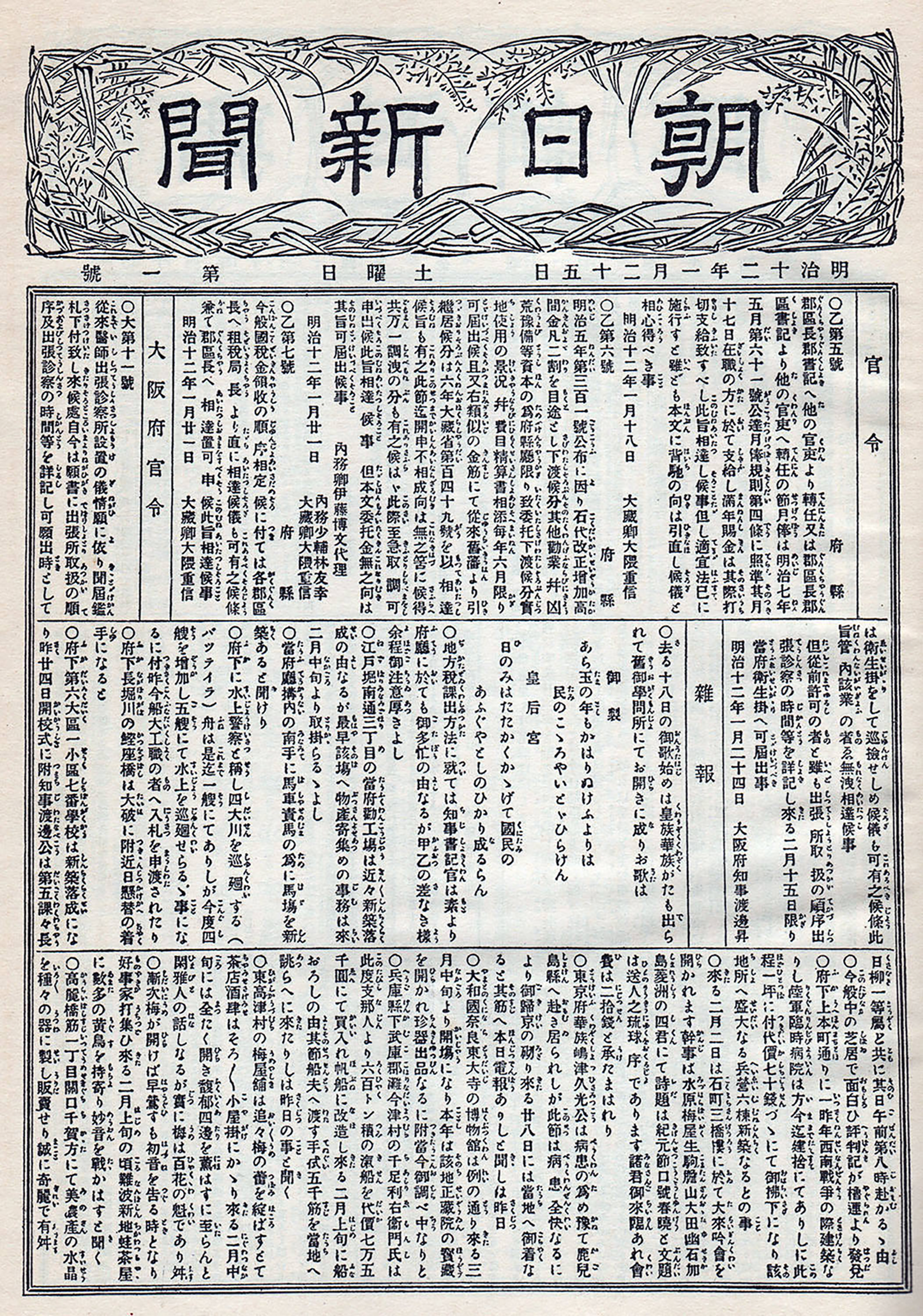
Сторінка першого номера «Асахі Сімбун»

У 1907-му до колективу газети приєднався відомий на той час письменник Нацуме Сосекі, який заради цієї роботи залишив викладання в Імперському університеті Токіо. Це надало газеті безперечні переваги у стилістичному оздобленні текстів та привернуло увагу літературних та творчих середовищ японської інтелігенції до діяльності Асахі Сімбун.
1 жовтня 1908 р. Осака Асахі Сімбун та Токіо Асахі Сімбун об'єдналися в єдину компанію «Asahi Shimbun Gōshi Kaisha», капітал якої налічував близько 600 тисяч єн.

### 1918—1930 рр.

#### Рисовий бунт
Під час масових протестів у липні — жовтні 1918 Асахі проголошувала ліберальні ідеї та критично ставилась до кабінету Терауті Масатаке. Її викриваючі матеріали спровокували акти вандалізму та нападки правого крила, але влада була звісно ж незадоволена цим і нагадала газеті про встановлені умови так званої співпраці, через що Асахі вимушена була пом'якшити свою позицію та показово звільнити декількох журналістів.

### 1930-ті р.
У другій половині 1930-х редакцію очолив Огата Такетора. Під його керуванням газета активно підтримувала воєнну політику прем'єр- міністра Фумімаро Коное та критикувала капіталізм. «Новий політичний устрій Коное» мав спеціальний орган — Дослідне Товариство Сьова; до його складу входили всі найвпливовіші редактори Асахі: Рю Сінтаро, Саса Хірро, Одзакі Хоцумі.
Огата Такетора також був одним із головних членів Геньйося — ультранаціоналістичного угрупування, до якого залучалися члени організованої злочинності та «праві». До того ж найкращим другом Огати був військовий злочинець Кокі Хірота.
Рю Сінтаро дотримувався марксистських поглядів, а Сасса Хірро приєднався до ультраправих генералів, які були причетні до вбивств багатьох колишніх міністрів, які заважали режиму Каное.
У 1937-му газета Асахі спонсорувала створення першого японського літака, яків дістався Європи. Модель носила назву Kamikaze, а її творцями була компанія «Mitsubishi», зараз відома по всьому світу. 

### 1940-ві — до сьогодні
1 вересня 1940 р. осакська та токійська версія газети остаточно стали одним виданням та створили ту газету, яку ми знаємо і сьогодні — це велетень японської преси «Asahi Shimbun».
С 1 січня 1943-го діяльність Асахі була тимчасово зупинена через те, що газета опублікувала критичне есе, в якому викривалась злочинна діяльність Сейге Нокано, найкращого друга головного редактора Огати Текетора та члена групи Геньйося.
Ця перерва тривала до 1945 року, коли президент та вище керівництво газети подали у відставку в знак того, що визнають неправильність своєї позиції у воєнний час та відхилення від принципів видання. Така самопожертва добре вплинула на рейтинги газети та відновила рівень довіри до неї. Вже 1946-го газета відродилася та стала використовувати нову систему складової абетки - кани для написання матеріалів.
Починаючи з 30 листопада 1949 у кожному випуску Асахі Сімбун публікує мангу відомої японської художниці Матіко Хасегави. Вона називається Sazae-san та розповідає про звичайну жінку, яка живе традиційним японським сімейним життям, але щоденно стикається з різними труднощами та випробуваннями. Перша глава була надрукована у «Фукуніті Сімбун», але керівництво Асахі швидко помітило потенціал авторки та переманило її до себе. Манга здобула чимало нагород та принесла Асахі нових читачів — молодь та домогосподарок. Зараз вона вважається одною з найстаріших та найдовших, до того ж все ще залишається популярною та впізнаваною.
З 1954 по 1971 Асахі випускала щорічний глянцевий журнал великого формату, що називався «This is Japan» («Це — Японія»)
26 липня 2007 року новим, третім головним редактором газети став Йоіті Фунабасі, який займає цю посаду до сьогодні.
Сьоічі Уено, співвласник газети з 1997 року, помер 29 лютого 2016 року .
Поки Шін-ічі Хакодзіма був генеральним директором, партнерство з International Herald Tribune призвело до видання англомовної газети International Herald Tribune/Asahi Shimbun. Вона виходила з квітня 2001 р. до лютого 2011 р. Вона замінила попередню англомовну щоденну газету Asahi, Asahi Evening News. У 2010 році це партнерство було розірвано через нерентабельність, і зараз Asahi Shimbun управляє онлайн-порталом Asia & Japan Watch для англомовних читачів. The Tribune (зараз відома як The International New York Times) співпрацює з Asahi над Aera English, глянцевим журналом для тих, хто вивчає англійську мову.

## Аудиторія
Кожного дня Асахі читають близько 8 мільйонів людей. Серед них є:
- інтелектуали
- 70 % — люди. що мають вищу освіту
- молодь

## Політична позиція
Асахі вважається газетою лівого спрямування. Традиційно, вона пише про великі політичні скандали частіше, ніж її консервативні колеги.
Газета підтримує пацифізм японської післявоєнної Конституції та є противником права на колективні вправи самооборони у Японії, щодо прийняття якого постійно ідуть перемови.

### Сумнівні справи

#### «Жінки для утіх» військових
У серпні 2014 газета відмовилась від сумнівних свідчень інформатора Сеїджи Йошиди про випадки сексуального рабства жінок під час воєнних дій на Корейському півострові та у Тайвані. Інформація, яку він повідомляв, була використана у кількох статтях про «жінок для утіх» у 1980-х — 1990-х рр. через які консервативні медіа звинувачували Асахі у тому, що вона псувала репутацію Японії закордоном та стверджувала неперевірені факти. У статті, що спростовувала попередні дані, Асахі визнала те, що ніяких документів, які б підтверджували факт саме сексуального рабства не було, але це не спростовує того, що жінки вимушені були вступати у сексуальні зв'язки із японськими солдатами. Проте у статті було сказано, що не дивлячись на те, що випадків насильницьких нападів безпосередньо від японських солдат не було зафіксовано, їм могли сприяти місцева бідність, патріархальна сімейна система та поширена торгівля людьми  [Архівовано 4 вересня 2014 у Wayback Machine.].
Таким чином, Асахі хоч і вибачилась за неперевірену інформацію. але не відмовилась від неї зовсім, залишившись вірною своїм принципам  [Архівовано 13 січня 2016 у Wayback Machine.].

#### Фукусіма Даіті
У вересні 2014 Асахі спростувала статтю, яка повідомляла про ядерну катастрофу на АЕС Фукусіма 1, що трапилась через цунамі у 2011 році. У ній натякалось на боягузтво «П'ятдесяти фукусимців» — людей, які брали участь у ліквідації катастрофи. Стаття викликала обурення суспільство та різку критику у бік газети, тому редактора, відповідаючого за цей матеріал було звільнено, але це не допомогло заспокоїти читачів та на деякий час рейтинги газети впали.

## Зміст та проекти
Зараз теми Асахі — бізнес, суспільство, технології, авторські огляди різних культурних подій та новинок. Також вони пишуть про політичне життя країни, катастрофи та події з усієї Азії. У великих розділах є безліч маленьких колонок, присвячених усьому, що може бути цікавим людині — від спорту до кулінарних рецептів та змісту популярних аніме .

### AJW
AJW (Asia & Japan Watch) — це інтернет-проект Асахі Сімбун англійською мовою для інших країн Азії та світу. Він являє собою розвинутий інтернет-портал, що публікує матеріали безпосередньо з основної версії Асахі Сімбун та статті з міжнародних справ, бізнесу та політики. Сайт існує на основі передплати, у безплатній версії доступні лише 10 повних статей кожного місяця та заголовки інших. Розділи порталу — ті самі, що і на офіційному сайті, але більш пристосовані до міжнародної аудиторії. AJW всебічно висвітлює події Китаю, Корейського півострова та решти Азії на додаток до докладного опису японських подій. AJW позиціонує себе як високоякісний контент добре візуалізованих новин на всі випадки життя, який може задовольнити будь-яке питання авторитетною відповіддю своїх колумністів та авторів.

### The Asahi Shimbun Asia Network
The Asahi Shimbun Asia Network (AAN) — комісія експертів, цілі якої — сприяння обміну інформації в Азії та на допомога журналістам, вченим та дослідникам висловити свою точку зору та поділитися ідеями щодо гострих тем. Комісія була створена у 1999 році, до її діяльності відноситься щорічний міжнародний симпозіум та публікація наукових доповідей. Президентом AAN з 2003 року є Гонг Ро Міюнг  [Архівовано 15 грудня 2003 у Wayback Machine.]. Однією з основних тем зборів, що вже відбулися, стала «Людська мобільність та інтеграція в Азії»; також вони розглядали питання вищої освіти, ринку праці, спільної безпеки Північно-Східної Азії, проблеми міграції  [Архівовано 24 квітня 2016 у Wayback Machine.].

### The Asahi Prize
Премія газети, заснована у 1929 році. Видається окремим особам і групам за винятковий вклад у розвиток науки і мистецтва, сприяння прогресу японської культури і суспільства в цілому.
Премія вважається однією з найпрестижніших у Японії неурядових нагород, Багато людей із тих, хто одержував Asahi Prize, згодом отримували Нобелівську премію чи японський почесний Орден Культури. Загалом, з моменту створення премії, її отримали 459 осіб і 27 груп  [Архівовано 23 квітня 2010 у Wayback Machine.].

### Репродукції минулих випусків
Асахі зберігає весь архів своїх випусків у декількох форматах: 
- CD- диски
- мікрофільми
- у вигляді shukusatsuban — друкованих версій зменшеного розміру. Цей спосіб архівування газета впровадила у 1930 році, та з тих пір має спеціальний комітет, який займається передруком номерів у маленькому форматі — так, щоб на одну сторінку вмістилися кілька сторінок великої щоденної газети. Зазвичай такі копії призначаються для великих наукових бібліотек та архівів, випускаються раз на місяць. Їх можна також знайти в архівах великих університетів, що мають поглиблену спеціалізацію на вивченні японської культури та мови.